# Lekwungen
Els lekwungen o lekungen, anomenats songhees o songish pels forasters, són una tribu índia que parla una de les llengües salish. El nom prové de Stsâ'ñges, una de llurs divisions. Llurs bandes eren els Chikausch, Chkungen, Kekayaken, Kltlasen, Ksapesem, Kukoak, Kukulek, Lelek, Sichanetl, Skingenes, Skuingkung i Stsanges. La llengua era Lekwungen.
Vivien a la costa meridional de Vancouver i a Songhees, Cheerno i els illes Discovery i Esquimalt, de l'Agència Kowichan a l'actual Colúmbia Britànica.

## Demografia
El 1780 eren uns 1780. Eren 8.500 a mitjan segle xix, però la verola els va delmar. El 1895 eren uns 215 i el 1900 només hi havia 150. El 1962 només quedaven una quarantena de parlants de la llengua a la Colúmbia Britànica. Actualment són repartits a les reserves de Beecher Bay (221 h), Esquimalt (230 h), Pauquachin (346 h), Songhes (444 h), Sooke (122 h), Tsawout (688 h) i Tseycum (141 h). En total, 2.192 persones.

## Costums
Antigament es dividien en un sistema de dotze clans, que tenien cadascú un territori de cacera i pesca. Tenien un cabdill hereditari per línia masculina i tres castes: nobles, plebeus i esclaus. Vivien de la pesca del salmó i de la recollida de fruits silvestres. Habitaven cases comunals rectangulars de planxes de cedre i guarnides amb pals totèmics esculpits. Fabricaven canoes amples de cedre buidat, i teixien mantes de pèl de gos, ploma d'ànec i llana de cabra.
Celebraven el potlacht o distribució de regals. Aplanaven també el cap als nens petits. Tenien creences sobre les aus, la pubertat, el matrimoni i la mort. Enterraven els morts en canoes o en caixes que deixaven sobre el terra o bé penjaven d'un arbre, i a la tomba sacrificaven els esclaus del difunt. No esmenaven mai el nom dels morts.
Llur heroi era el Gran Transformador. Creien que cada persona tenia el seu esperit protector, una figura que mutatis mutandis s'assembla a l'àngel de la guarda de l'animisme catòlic. La vida cerimonial i tribal restava dominada per les societats secretes.

## Història
Contactararen amb els invasors britànics el 1843 quan es va construir Fort Camusum, avui Victoria, a la vora de llur llogarret principal. El jesuïta d'origen francès, Jean-Baptiste Bolduc (1818-1889), va destruir llurs conviccions ancestrals i els va convertir al catolicisme. En va batejar més de cent nens. Fou secundat per l'oblat Herbonez el 1857 a Esquimalt i pel protestant John B. Good el 1861. El cap Skomiax els va rebre bé. Foren devastats per la verola del 1862 i per la febre d'or. El 1877 els van expropiar bona part de les terres i els van desterrar i transferir a les reserves de Pauquachin, Tsawout, Tsarlip, Tseycum, i Malahat.